# Salvatore Mannuzzu
Pour les articles homonymes, voir Mannuzzu.
Salvatore Mannuzzu est un écrivain et homme politique Italien né à Pitigliano le 7 mars 1930 et mort le 10 septembre 2019 à Sassari.

## Biographie
Salvatore Mannuzzu est magistrat jusqu'en 1976, date à laquelle il est élu député indépendant sur les listes du Parti communiste italien. Il est réélu en 1979 et 1983 et ne se représente pas en 1987.
En 1962, il écrit et publie un roman sous le pseudonyme de Giuseppe Zuri: Un Dodge a fari spenti.
En tant que romancier, il reçoit le prix Viareggio en 1989 pour Procedura (La Procédure, Plon 1990), et le prix Grinzane Cavour en 1993 pour La figlia perduta (La Fille perdue).
Il est considéré, avec Giulio Angioni et Sergio Atzeni, l'un des initiateurs d'une Nouvelle Vague littéraire sarde, qui a suivi le travail de personnalités individuelles telles que Grazia Deledda, Emilio Lussu, Giuseppe Dessì, Gavino Ledda, Salvatore Satta.
En 2001, Antonello Grimaldi réalise le film noir Un delitto impossibile d'après le roman La Procédure (Procedura), avec Carlo Cecchi, Ángela Molina et Ivano Marescotti dans les rôles principaux.
Sa fille Lidia (1958–2016) est une chercheuse biologiste et physiologiste.

## Œuvres
- Procedura 1988
- Un morso di formica 1989
- La figlia perduta 1992
- Le ceneri del Montiferro 1994
- II terzo suono 1995
- Corpus 1997
- Il catalogo 2000
- Alice (roman) 2001
- La ragazza perduta 2011
- Snuff o l'arte di morire 2013

### Traduites en français
- La Procédure [« Procedura », Einaudi 1988], trad. d’André Maugé, Paris, Plon, coll. «Feux croisés», 1990, 291 p.  (ISBN 2-259-02245-6).
- La Fille perdue, [« La figlia perduta »], trad. de Nathalie Bauer, Paris, Plon, coll. «Feux croisés», 1995, 277 p.  (ISBN 2-259-02543-9).